# Joguina constellata
Joguina constellata är en insektsart som först beskrevs av Navás 1913.  Joguina constellata ingår i släktet Joguina och familjen guldögonsländor. Inga underarter finns listade i Catalogue of Life.